# Revue des Deux Mondes
Revue des Deux Mondes (tłum. przegląd dwóch światów) – francuski miesięcznik założony w lipcu 1829 roku przez Prospera Mauroya i Pierre’a de Ségur-Dupeyrona. Jest jednym z najstarszych, wydawanych nadal, czasopism w Europie.
W 1831 roku François Buloz został redaktorem naczelnym pisma. Celem periodyku było stworzenie pomostu kulturalnego, ekonomicznego i politycznego między Francją i Stanami Zjednoczonymi – Starym i Nowym Światem.
Na łamach miesięcznika pisały osobistości swojego czasu, m.in. Honoré de Balzac, Maurice Barrès, Charles Baudelaire, Albert Victor de Broglie, Anton Czechow, Gabriele D’Annunzio, Alexandre Dumas, Heinrich Heine, Victor Hugo, Joseph Kessel, William Somerset Maugham, François Mauriac, Alfred de Musset, Gérard de Nerval, Ernest Renan, Charles-Augustin Sainte-Beuve, George Sand, Stendhal, Hippolyte Taine, Alexis de Tocqueville, Lew Tołstoj, Alfred de Vigny.